# فرمان کمیسار

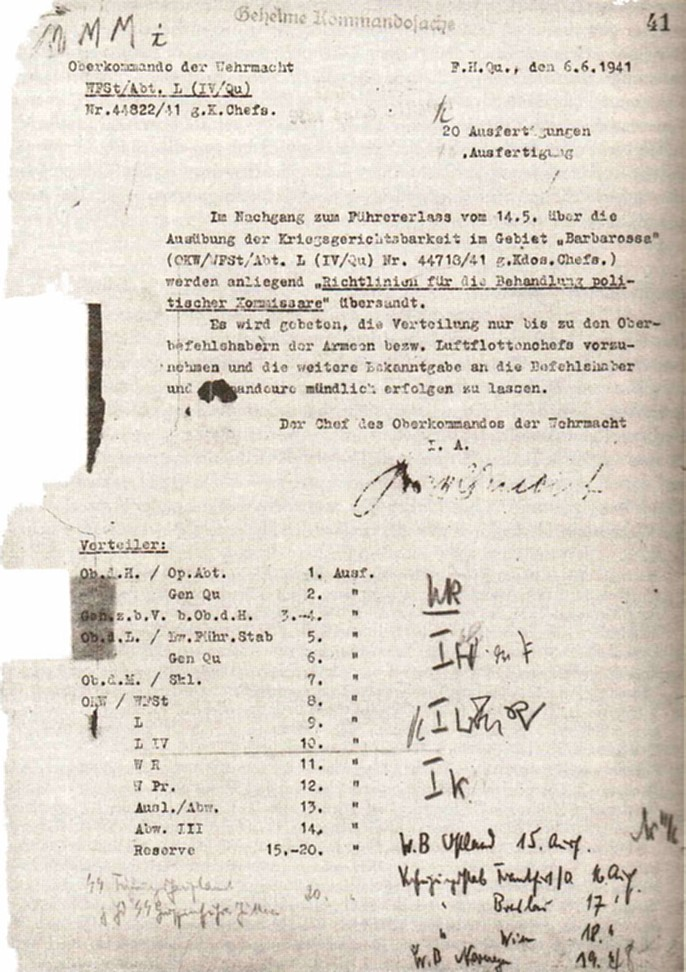

فرمان کمیسار (به آلمانی: Kommissarbefehl) فرمانی بود که توسط فرماندهی عالی نیروهای مسلح آلمان در ۶ ژوئن ۱۹۴۱ پیش از آغاز عملیات بارباروسا صادر شد. مضمون این فرمان در ارتباط با چگونگی رفتار با کمیسارهای سیاسی در جنگ با اتحاد جماهیر شوروی بود. فرمان کمیسار ورماخت را موظف می‌ساخت هر کمیسار سیاسی که در میان سربازان اسیر شده شناسایی می‌شود، به عنوان «بلشویسم یهودی» اعدام کند. فرمان کمیسار یکی از فرامین جنایی پیشوای آلمان، هیتلر در نظر گرفته می‌شود.